# Tỉnh của Nhật Bản
"Đô Đạo Phủ Huyện" (都道府県 To Dō Fu Ken) là cấp hành chính địa phương thứ nhất trong hai cấp hành chính địa phương chính thức hiện nay ở Nhật Bản. Cấp hành chính này có tổng cộng 47 đô đạo phủ huyện, trong đó có 1 đô (Tokyo), 1 đạo (Hokkaido), 2 phủ (Kyoto và Osaka), 43 huyện. Tuy nhiên, giữa các đô, đạo, phủ và huyện hiện nay không có phân biệt gì về mặt quyền hạn hành chính, do vậy trong tiếng Việt thì cấp hành chính này được gọi chung là "tỉnh" (nhưng đôi khi Tokyo lại bị truyền thông Việt Nam coi nhầm là "thành phố trực thuộc trung ương" giống như Hà Nội hay Bắc Kinh). Người đứng đầu mỗi đô đạo phủ huyện là được gọi là Tri sự (知事 Chiji, truyền thông Việt Nam thường dùng từ "Thống đốc" hoặc "Tỉnh trưởng"), do dân bầu trực tiếp từng nhiệm kỳ 4 năm. Các tỉnh được chia thành các hạt, bao gồm các thành phố (市 (thị) shi), thị trấn (町 (đinh) chō/machi) và làng (村 (thôn) son/mura); riêng ở Tokyo còn có 23 khu đặc biệt (特別区 (đặc biệt khu) tokubetsu-ku).
Hệ thống hành chính hiện tại được triều đình Minh Trị thiết lập từ tháng 7 năm 1871 sau khi bãi bỏ hệ thống phiên (廃藩置県 haihan-chiken, phế phiên trí huyện). Dù ban đầu có hơn 300 đơn vị đạo, phủ, huyện, con số này được giảm xuống còn 72 đơn vị cuối năm 1871 rồi lại giảm còn 47 đơn vị năm 1888. Luật tự trị địa phương năm 1947 của Chính phủ Nhật Bản đã chuyển thêm một số quyền lực cho cấp đô, đạo, phủ, huyện.

## Danh sách các tỉnh của Nhật Bản

### Theo ISO Nhật Bản
Các tỉnh của Nhật Bản cũng thường được nhóm thành 8 vùng địa phương (地方 (Địa Phương) Chihō). Những vùng này không được nêu rõ một cách chính thức, chúng không có các quan chức được bầu cử và cũng không có các cơ quan hợp nhất, nhưng việc phân tỉnh dựa trên vùng địa lý thì vẫn diễn ra theo truyền thống. Cách phân nhóm này được phản ánh trong mã ISO của Nhật Bản. Từ Bắc tới Nam (đánh theo thứ tự ISO 3166-2:JP), các tỉnh của Nhật Bản và vùng mà chúng thường được phân loại gồm:
| Hokkaidō 北海道 Bắc Hải Đạo | Tōhoku 東北 Đông Bắc                                           | Kantō 關東 Quan Đông                                                         | Chūbu 中部 Trung Bộ                                                                                    | Kinki (Kansai) 近畿 (関西) Cận Kỳ (Quan Tây)                          | Chūgoku 中国 Trung Quốc                                         | Shikoku 四国 Tứ Quốc                         | Kyūshū 九州 Cửu Châu                                                                           |
| --------------------------- | -------------------------------------------------------------- | ---------------------------------------------------------------------------- | --- | --------------------------------------------------------------------- | --------------------------------------------------------------- | -------------------------------------------- | ---------------------------------------------------------------------------------------------- |
| 1. Hokkaidō                 | 2. Aomori 3. Iwate 4. Miyagi 5. Akita 6. Yamagata 7. Fukushima | 8. Ibaraki 9. Tochigi 10. Gunma 11. Saitama 12. Chiba 13. Tōkyō 14. Kanagawa | 15. Niigata 16. Toyama 17. Ishikawa 18. Fukui 19. Yamanashi 20. Nagano 21. Gifu 22. Shizuoka 23. Aichi | 24. Mie 25. Shiga 26. Kyōto 27. Ōsaka 28. Hyōgo 29. Nara 30. Wakayama | 31. Tottori 32. Shimane 33. Okayama 34. Hiroshima 35. Yamaguchi | 36. Tokushima 37. Kagawa 38. Ehime 39. Kōchi | 40. Fukuoka 41. Saga 42. Nagasaki 43. Kumamoto 44. Ōita 45. Miyazaki 46. Kagoshima 47. Okinawa |

### Theo tên
| Tỉnh      | Hiệu Kỳ | Kanji    | Hán Việt             | Hiragana     | Thủ phủ                                         | Vùng                           | Đảo                                         | Dân số¹    | Diện tích² | Mật độ³ | Số hạt trực thuộc | Mã ISO |
| --------- | ------- | -------- | -------------------- | ------------ | ----------------------------------------------- | ------------------------------ | ------------------------------------------- | ---------- | ---------- | ------- | ----------------- | ------ |
| Aichi     |         | 愛知県   | Ái Tri huyện         | あいちけん   | Nagoya (名古屋, Danh Cổ Ốc)                     | Chūbu (中部, Trung Bộ)         | Honshū (本州, Bản Châu)                     | 7.043.235  | 5.153,81   | 1.366   | 88                | JP-23  |
| Akita     |         | 秋田県   | Thu Điền huyện       | あきたけん   | Akita (秋田, Thu Điền)                          | Tōhoku (東北, Đông Bắc)        | Honshū (本州, Bản Châu)                     | 1.189.215  | 11.612,11  | 102     | 29                | JP-05  |
| Aomori    |         | 青森県   | Thanh Sâm huyện      | あおもりけん | Aomori (青森, Thanh Sâm)                        | Tōhoku (東北, Đông Bắc)        | Honshū (本州, Bản Châu)                     | 1.475.635  | 9.606,26   | 154     | 61                | JP-02  |
| Chiba     |         | 千葉県   | Thiên Diệp huyện     | ちばけん     | Chiba (千葉, Thiên Diệp)                        | Kantō (關東, Quan Đông)        | Honshū (本州, Bản Châu)                     | 5.926.349  | 5.156,15   | 1.149   | 80                | JP-12  |
| Ehime     |         | 愛媛県   | Ái Viện huyện        | えひめけん   | Matsuyama (松山, Tùng Sơn)                      | Shikoku (四国, Tứ Quốc)        | Shikoku (四国, Tứ Quốc)                     | 1.493.126  | 5.676,44   | 263     | 28                | JP-38  |
| Fukui     |         | 福井県   | Phúc Tỉnh huyện      | ふくいけん   | Fukui (福井, Phúc Tỉnh)                         | Chūbu (中部, Trung Bộ)         | Honshū (本州, Bản Châu)                     | 828.960    | 4.188,76   | 198     | 29                | JP-18  |
| Fukuoka   |         | 福岡県   | Phúc Cương huyện     | ふくおかけん | Fukuoka (福岡, Phúc Cương)                      | Kyūshū (九州, Cửu Châu)        | Kyūshū (九州, Cửu Châu)                     | 5.015.666  | 4.971,01   | 1.009   | 91                | JP-40  |
| Fukushima |         | 福島県   | Phúc Đảo huyện       | ふくしまけん | Fukushima (福島 Phúc Đảo)                       | Tōhoku (東北, Đông Bắc)        | Honshū (本州, Bản Châu)                     | 2.126.998  | 13.782,54  | 154     | 85                | JP-07  |
| Gifu      |         | 岐阜県   | Kỳ Phụ huyện         | ぎふけん     | Gifu (岐阜, Kỳ Phụ)                             | Chūbu (中部, Trung Bộ)         | Honshū (本州, Bản Châu)                     | 2.107.687  | 10.598,18  | 199     | 49                | JP-21  |
| Gunma     |         | 群馬県   | Quần Mã huyện        | ぐんまけん   | Maebashi (前橋, Tiền Kiều)                      | Kantō (關東, Quan Đông)        | Honshū (本州, Bản Châu)                     | 2.024.820  | 6.363,16   | 318     | 61                | JP-10  |
| Hiroshima |         | 広島県   | Quảng Đảo huyện      | ひろしまけん | Hiroshima (広島, Quảng Đảo)                     | Chūgoku (中国, Trung Quốc)     | Honshū (本州, Bản Châu)                     | 2.878.949  | 8.476,95   | 340     | 37                | JP-34  |
| Hokkaido  |         | 北海道   | Bắc Hải Đạo          | ほっかいどう | Sapporo (札幌, Trát Hoảng)                      | Hokkaidō (北海道, Bắc Hải Đạo) | Hokkaidō (北海道, Bắc Hải Đạo)              | 5.682.950  | 83.452,47  | 68      | 207               | JP-01  |
| Hyogo     |         | 兵庫県   | Binh Khố huyện       | ひょうごけん | Kobe (神戸, Thần Hộ)                            | Kinki (近畿, Cận Kỳ)           | Honshū (本州, Bản Châu)                     | 5.550.742  | 8.392,42   | 661     | 60                | JP-28  |
| Ibaraki   |         | 茨城県   | Từ Thành huyện       | いばらきけん | Mito (水戸, Thủy Hộ)                            | Kantō (關東, Quan Đông)        | Honshū (本州, Bản Châu)                     | 2.985.424  | 6.095,62   | 490     | 61                | JP-08  |
| Ishikawa  |         | 石川県   | Thạch Xuyên huyện    | いしかわけん | Kanazawa (金澤, Kim Trạch)                      | Chūbu (中部, Trung Bộ)         | Honshū (本州, Bản Châu)                     | 1.180.935  | 4.185,32   | 282     | 25                | JP-17  |
| Iwate     |         | 岩手県   | Nham Thủ huyện       | いわてけん   | Morioka (盛岡, Thịnh Cương)                     | Tōhoku (東北, Đông Bắc)        | Honshū (本州, Bản Châu)                     | 1.416.198  | 15.278,51  | 93      | 46                | JP-03  |
| Kagawa    |         | 香川県   | Hương Xuyên huyện    | かがわけん   | Takamatsu (高松, Cao Tùng)                      | Shikoku (四国, Tứ Quốc)        | Shikoku (四国, Tứ Quốc)                     | 1.022.843  | 1.861,70   | 549     | 17                | JP-37  |
| Kagoshima |         | 鹿児島県 | Lộc Nhi Đảo huyện    | かごしまけん | Kagoshima (鹿児島, Lộc Nhi Đảo)                 | Kyūshū (九州, Cửu Châu)        | Kyūshū (九州, Cửu Châu)                     | 1.786.214  | 9.132,42   | 196     | 49                | JP-46  |
| Kanagawa  |         | 神奈川県 | Thần Nại Xuyên huyện | かながわけん | Yokohama (横浜, Hoành Tân)                      | Kantō (關東, Quan Đông)        | Honshū (本州, Bản Châu)                     | 8.489.932  | 2.415,42   | 3.515   | 35                | JP-14  |
| Kochi     |         | 高知県   | Cao Tri huyện        | こうちけん   | Kochi (高知, Cao Tri)                           | Shikoku (四国, Tứ Quốc)        | Shikoku (四国, Tứ Quốc)                     | 813.980    | 7.104,70   | 115     | 35                | JP-39  |
| Kumamoto  |         | 熊本県   | Hùng Bản huyện       | くまもとけん | Kumamoto (熊本, Hùng Bản)                       | Kyūshū (九州, Cửu Châu)        | Kyūshū (九州, Cửu Châu)                     | 1.859.451  | 6.908,45   | 269     | 48                | JP-43  |
| Kyoto     |         | 京都府   | Kinh Đô phủ          | きょうとふ   | Kyōto (京都, Kinh Đô)                           | Kinki (近畿, Cận Kỳ)           | Honshū (本州, Bản Châu)                     | 2.644.331  | 4.612,93   | 573     | 28                | JP-26  |
| Mie       |         | 三重県   | Tam Trọng huyện      | みえけん     | Tsu (津, Tân)                                   | Kinki (近畿, Cận Kỳ)           | Honshū (本州, Bản Châu)                     | 1.857.365  | 5760,72    | 322     | 69                | JP-24  |
| Miyagi    |         | 宮城県   | Cung Thành huyện     | みやぎけん   | Sendai (仙台, Tiên Đài)                         | Tōhoku (東北, Đông Bắc)        | Honshū (本州, Bản Châu)                     | 2.365.204  | 6.861,51   | 325     | 36                | JP-04  |
| Miyazaki  |         | 宮崎県   | Cung Khi huyện       | みやざきけん | Miyazaki (宮崎, Cung Khi)                       | Kyūshū (九州, Cửu Châu)        | Kyūshū (九州, Cửu Châu)                     | 1.170.023  | 6.684,67   | 175     | 44                | JP-45  |
| Nagano    |         | 長野県   | Trường Dã huyện      | ながのけん   | Nagano (長野, Trường Dã)                        | Chūbu (中部, Trung Bộ)         | Honshū (本州, Bản Châu)                     | 2.214.409  | 12.598,48  | 163     | 120               | JP-20  |
| Nagasaki  |         | 長崎県   | Trường Khi huyện     | ながさきけん | Nagasaki (長崎, Trường Khi)                     | Kyūshū (九州, Cửu Châu)        | Kyūshū (九州, Cửu Châu)                     | 1.516.536  | 4.092,80   | 371     | 79                | JP-42  |
| Nara      |         | 奈良県   | Nại Lương huyện      | ならけん     | Nara (奈良, Nại Lương)                          | Kinki (近畿, Cận Kỳ)           | Honshū (本州, Bản Châu)                     | 1.442.862  | 3.691,09   | 391     | 47                | JP-29  |
| Niigata   |         | 新潟県   | Tân Tích huyện       | にいがたけん | Niigata (新潟, Tân Tích)                        | Chūbu (中部, Trung Bộ)         | Honshū (本州, Bản Châu)                     | 2.475.724  | 12.582,37  | 197     | 111               | JP-15  |
| Ōita      |         | 大分県   | Đại Phân huyện       | おおいたけん | Ōita (大分, Đại Phân)                           | Kyūshū (九州, Cửu Châu)        | Kyūshū (九州, Cửu Châu)                     | 1.221.128  | 5.804,24   | 210     | 58                | JP-44  |
| Okayama   |         | 岡山県   | Cương Sơn huyện      | おかやまけん | Okayama (岡山, Cương Sơn)                       | Chūgoku (中国, Trung Quốc)     | Honshū (本州, Bản Châu)                     | 1.950.656  | 7.008,63   | 278     | 78                | JP-33  |
| Okinawa   |         | 沖縄県   | Xung Thừng huyện     | おきなわけん | Naha (那覇, Na Bá)                              | Ryukyu (琉球, Lưu Cầu)         | Quần đảo Nansei (南西諸島, Nam Tây chư đảo) | 1.318.281  | 2.271,30   | 580     | 41                | JP-47  |
| Osaka     |         | 大阪府   | Đại Phản phủ         | おおさかふ   | Osaka (大阪, Đại Phản)                          | Kinki (近畿, Cận Kỳ)           | Honshū (本州, Bản Châu)                     | 8.804.806  | 1.893,18   | 4.652   | 44                | JP-27  |
| Saga      |         | 佐賀県   | Tá Hạ huyện          | さがけん     | Saga (佐賀, Tá Hạ)                              | Kyūshū (九州, Cửu Châu)        | Kyūshū (九州, Cửu Châu)                     | 876.664    | 2.439,23   | 359     | 49                | JP-41  |
| Saitama   |         | 埼玉県   | Kỳ Ngọc huyện        | さいたまけん | Saitama (さいたま, chỉ được viết theo hiragana) | Kantō (關東, Quan Đông)        | Honshū (本州, Bản Châu)                     | 6.938.004  | 3.767,09   | 1.827   | 90                | JP-11  |
| Shiga     |         | 滋賀県   | Tư Hạ huyện          | しがけん     | Ōtsu (大津, Đại Tân)                            | Kinki (近畿, Cận Kỳ)           | Honshū (本州, Bản Châu)                     | 1.342.811  | 4.017,36   | 334     | 50                | JP-25  |
| Shimane   |         | 島根県   | Đảo Căn huyện        | しまねけん   | Matsue (松江, Tùng Giang)                       | Chūgoku (中国, Trung Quốc)     | Honshū (本州, Bản Châu)                     | 761.499    | 6.707,32   | 114     | 59                | JP-32  |
| Shizuoka  |         | 静岡県   | Tĩnh Cương huyện     | しずおかけん | Shizuoka (静岡, Tĩnh Cương)                     | Chūbu (中部, Trung Bộ)         | Honshū (本州, Bản Châu)                     | 3.767.427  | 7.328,61   | 484     | 74                | JP-22  |
| Tochigi   |         | 栃木県   | Lệ Mộc huyện         | とちぎけん   | Utsunomiya (宇都宮, Vũ Đô Cung)                 | Kantō (關東, Quan Đông)        | Honshū (本州, Bản Châu)                     | 2.004.787  | 6.408,28   | 313     | 33                | JP-09  |
| Tokushima |         | 徳島県   | Đức Đảo huyện        | とくしまけん | Tokushima (徳島, Đức Đảo)                       | Shikoku (四国, Tứ Quốc)        | Shikoku (四国, Tứ Quốc)                     | 823.997    | 4.145,26   | 199     | 50                | JP-36  |
| Tokyo     |         | 東京都   | Đông Kinh đô         | とうきょうと | Shinjuku (新宿, Tân Túc)                        | Kantō (關東, Quan Đông)        | Honshū (本州, Bản Châu)                     | 12.059.237 | 2.187,08   | 5.514   | 39                | JP-13  |
| Tottori   |         | 鳥取県   | Điểu Thủ huyện       | とっとりけん | Tottori (鳥取, Điểu Thủ)                        | Chūgoku (中国, Trung Quốc)     | Honshū (本州, Bản Châu)                     | 613.229    | 3.507,19   | 175     | 39                | JP-31  |
| Toyama    |         | 富山県   | Phú Sơn huyện        | とやまけん   | Toyama (富山, Phú Sơn)                          | Chūbu (中部, Trung Bộ)         | Honshū (本州, Bản Châu)                     | 1.120.843  | 4.247,22   | 264     | 27                | JP-16  |
| Wakayama  |         | 和歌山県 | Hoà Ca Sơn huyện     | わかやまけん | Wakayama (和歌山, Hoà Ca Sơn)                   | Kinki (近畿, Cận Kỳ)           | Honshū (本州, Bản Châu)                     | 1.069.839  | 4.725,55   | 226     | 50                | JP-30  |
| Yamagata  |         | 山形県   | Sơn Hình huyện       | やまがたけん | Yamagata (山形, Sơn Hình)                       | Tōhoku (東北, Đông Bắc)        | Honshū (本州, Bản Châu)                     | 1.244.040  | 9.323,34   | 133     | 44                | JP-06  |
| Yamaguchi |         | 山口県   | Sơn Khẩu huyện       | やまぐちけん | Yamaguchi (山口, Sơn Khẩu)                      | Chūgoku (中国, Trung Quốc)     | Honshū (本州, Bản Châu)                     | 1.528.107  | 6.110,76   | 250     | 56                | JP-35  |
| Yamanashi |         | 山梨県   | Sơn Lê huyện         | やまなしけん | Kofu (甲府, Giáp Phủ)                           | Chūbu (中部, Trung Bộ)         | Honshū (本州, Bản Châu)                     | 888.170    | 4.465,37   | 199     | 64                | JP-19  |

Ghi chú: ¹ tính đến năm 2000 — ² km² — ³ người/km²

## Các tỉnh cũ

### Thập niên 1870
Xem thêm tại.

### Thập niên 1880
| Tỉnh                     | Kanji                | Năm thay đổi | Kết quả                                    |
| ------------------------ | -------------------- | ------------ | ------------------------------------------ |
| Kanazawa                 | 金沢県               | 1869         | Đổi tên thành Ishikawa                     |
| Sendai                   | 仙台県               | 1871         | Đổi tên thành Miyagi                       |
| Morioka                  | 盛岡県               | 1872         | Đổi tên thành Iwate                        |
| Nagoya                   | 名古屋県             | 1872         | Đổi tên thành Aichi                        |
| Nukata                   | 額田県               | 1872         | Sáp nhập vào Aichi                         |
| Nanao                    | 七尾県               | 1872         | Sáp nhập vào Ishikawa và Shinkawa          |
| Iruma                    | 入間県               | 1873         | Sáp nhập vào Kumagaya và Kanagawa          |
| Inba                     | 印旛県               | 1873         | Sáp nhập vào Chiba                         |
| Kisarazu                 | 木更津県             | 1873         | Sáp nhập vào Chiba                         |
| Utsunomiya               | 宇都宮県             | 1873         | Sáp nhập vào Tochigi                       |
| Asuwa                    | 足羽県               | 1873         | Sáp nhập vào Tsuruga                       |
| Kashiwazaki              | 柏崎県               | 1873         | Sáp nhập vào Niigata                       |
| Ichinoseki→Mizusawa→Iwai | 一関県→水沢県→磐井県 | 1875         | Sáp nhập vào Iwate và Miyagi               |
| Okitama                  | 置賜県               | 1875         | Sáp nhập vào Yamagata                      |
| Niihari                  | 新治県               | 1875         | Sáp nhập vào Ibaraki và Chiba              |
| Sakata→Tsuruoka          | 酒田県→鶴岡県        | 1876         | Sáp nhập vào Yamagata                      |
| Taira→Iwasaki            | 平県→磐前県          | 1876         | Sáp nhập vào Fukushima và Miyagi           |
| Wakamatsu                | 若松県               | 1876         | Sáp nhập vào Fukushima                     |
| Chikuma                  | 筑摩県               | 1876         | Sáp nhập vào Nagano và Gifu                |
| Tsuruga                  | 敦賀県               | 1876         | Sáp nhập vào Ishikawa và Shiga             |
| Niikawa                  | 新川県               | 1876         | Sáp nhập vào Ishikawa                      |
| Sakai                    | 堺県                 | 1881         | Sáp nhập vào Osaka                         |
| Ashigara                 | 足柄県               | 1876         | Sáp nhập vào Kanagawa and Shizuoka         |
| Tỉnh Kumagaya            | 熊谷県               | 1876         | Sáp nhập vào Gunma and Saitama             |
| Aikawa                   | 相川県               | 1876         | Sáp nhập vào Niigata                       |
| Hamamatsu                | 浜松県               | 1876         | Sáp nhập vào Shizuoka                      |
| Hakodate                 | 函館県               | 1886         | Sáp nhập vào Hokkaido                      |
| Sapporo                  | 札幌県               | 1886         | Sáp nhập vào Hokkaido                      |
| Nemuro                   | 根室県               | 1886         | Sáp nhập vào Hokkaido                      |
| Tokyo                    | 東京府               | 1943         | Tái tổ chức thành Thành phố Tokyo (東京都) |

### Lãnh thổ bị mất sauChiến tranh thế giới thứ hai
Bảng dưới đây không bao gồm tất cả lãnh thổ do Đế quốc Nhật Bản chiếm đóng, chẳng hạn như Mãn Châu.
| Lãnh thổ                                | Tỉnh                                    | Tỉnh     | Tỉnh      | Đồng minh chiếm đóng | Hiện trạng           | Hiện trạng               | Hiện trạng               |
| Lãnh thổ                                | Tên                                     | Kanji    | Thủ phủ   | Đồng minh chiếm đóng | Quốc gia             | Tên                      | Thủ phủ                  |
| --------------------------------------- | --------------------------------------- | -------- | --------- | -------------------- | -------------------- | ------------------------ | ------------------------ |
| Nội địa                                 | Okinawa                                 | 沖縄県   | Naha      | Hoa Kỳ               | Nhật Bản             | Okinawa                  | Naha                     |
| Nội địa                                 | Karafuto                                | 樺太庁   | Toyohara  | Liên Xô              | Nga                  | Một phần của Sakhalin    | Yuzhno-Sakhalinsk        |
| Bán đảo Triều Tiên                      | Heian-hoku                              | 平安北道 | Shingishū | Liên Xô              | CHDCND Triều Tiên    | North Pyongan            | Sinuiju                  |
| Bán đảo Triều Tiên                      | Heian-nan                               | 平安南道 | Heijō     | Liên Xô              | CHDCND Triều Tiên    | South Pyongan            | Pyongyang                |
| Bán đảo Triều Tiên                      | Kankyō-hoku                             | 咸鏡北道 | Ranan     | Liên Xô              | CHDCND Triều Tiên    | North Hamgyong           | Ranam                    |
| Bán đảo Triều Tiên                      | Kankyō-nan                              | 咸鏡南道 | Kankō     | Liên Xô              | CHDCND Triều Tiên    | South Hamgyong           | Hamhung                  |
| Bán đảo Triều Tiên                      | Kōkai                                   | 黃海道   | Kaishū    | Liên Xô              | CHDCND Triều Tiên    | Hwanghae                 | Haeju                    |
| Bán đảo Triều Tiên                      | Kōgen                                   | 江原道   | Shunsen   | Liên Xô              | CHDCND Triều Tiên    | Kangwon                  | Chuncheon                |
| Bán đảo Triều Tiên                      | Kōgen                                   | 江原道   | Shunsen   | Hoa Kỳ               | Hàn Quốc             | Gangwon                  | Chuncheon                |
| Bán đảo Triều Tiên                      | Chūsei-hoku                             | 忠清北道 | Seishū    | Hoa Kỳ               | Hàn Quốc             | North Chungcheong        | Cheongju                 |
| Bán đảo Triều Tiên                      | Chūsei-nan                              | 忠清南道 | Taiden    | Hoa Kỳ               | Hàn Quốc             | South Chungcheong        | Daejeon                  |
| Bán đảo Triều Tiên                      | Keiki                                   | 京畿道   | Keijō     | Hoa Kỳ               | Hàn Quốc             | Gyeonggi                 | Seoul                    |
| Bán đảo Triều Tiên                      | Keishō-hoku                             | 慶尚北道 | Taikyū    | Hoa Kỳ               | Hàn Quốc             | North Gyeongsang         | Daegu                    |
| Bán đảo Triều Tiên                      | Keishō-nan                              | 慶尚南道 | Fusan     | Hoa Kỳ               | Hàn Quốc             | South Gyeongsang         | Busan                    |
| Bán đảo Triều Tiên                      | Zenra-hoku                              | 全羅北道 | Zenshū    | Hoa Kỳ               | Hàn Quốc             | North Jeolla             | Jeonju                   |
| Bán đảo Triều Tiên                      | Zenra-nan                               | 全羅南道 | Kōshū     | Hoa Kỳ               | Hàn Quốc             | South Jeolla             | Gwangju                  |
| Đảo Đài Loan                            | Hōko                                    | 澎湖庁   | Makō      | Đài Loan             | Đài Loan             | Penghu                   | Magong                   |
| Đảo Đài Loan                            | Karenkō                                 | 花蓮港庁 | Karenkō   | Đài Loan             | Đài Loan             | Hualien                  | Hualien                  |
| Đảo Đài Loan                            | Shinchiku                               | 新竹州   | Shinchiku | Đài Loan             | Đài Loan             | Hsinchu                  | Hsinchu                  |
| Đảo Đài Loan                            | Taichū                                  | 台中州   | Taichū    | Đài Loan             | Đài Loan             | Taichung                 | Taichung                 |
| Đảo Đài Loan                            | Taihoku                                 | 台北州   | Taihoku   | Đài Loan             | Đài Loan             | Taipei                   | Taipei                   |
| Đảo Đài Loan                            | Tainan                                  | 台南州   | Tainan    | Đài Loan             | Đài Loan             | Tainan                   | Tainan                   |
| Đảo Đài Loan                            | Taitō                                   | 台東庁   | Taitō     | Đài Loan             | Đài Loan             | Taitung                  | Taitung                  |
| Đảo Đài Loan                            | Takao                                   | 高雄州   | Takao     | Đài Loan             | Đài Loan             | Kaohsiung                | Kaohsiung                |
| Khu vực Quan Đông (nay là Đại Liên, TQ) | Khu vực Quan Đông (nay là Đại Liên, TQ) | 関東州   | Dairen    | Liên Xô              | Trung Quốc           | part of Dalian, Liaoning | part of Dalian, Liaoning |
| Biển phía nam Nhật Bản                  | Biển phía nam Nhật Bản                  | 南洋庁   | Korōru    | Hoa Kỳ               | Palau                | Palau                    | Koror City               |
| Biển phía nam Nhật Bản                  | Biển phía nam Nhật Bản                  | 南洋庁   | Korōru    | Hoa Kỳ               | Quần đảo Marshall    | Quần đảo Marshall        | Majuro                   |
| Biển phía nam Nhật Bản                  | Biển phía nam Nhật Bản                  | 南洋庁   | Korōru    | Hoa Kỳ               | Liên bang Micronesia | Liên bang Micronesia     | Palikir                  |
| Biển phía nam Nhật Bản                  | Biển phía nam Nhật Bản                  | 南洋庁   | Korōru    | Hoa Kỳ               | Hoa Kỳ               | Northern Mariana Islands | Saipan                   |